# ボーン・イン・ザ・U.S.A. (曲)
「ボーン・イン・ザ・U.S.A.」（Born in the U.S.A.）は、ブルース・スプリングスティーンの1984年にリリースされたアルバム『ボーン・イン・ザ・U.S.A.』からのシングル曲。アメリカのビルボード誌では、1985年1月19日に、週間ランキング最高位の第9位を獲得。ビルボード誌1985年年間ランキングは第81位。
ローリング・ストーン誌の「the 500 Greatest Songs of All Time」の中で275位にランクされた。RIAAが選定した今世紀の曲（Songs of the Century）では、365曲中の59位にランクした。
その歌詞は、アメリカ人のベトナム戦争の影響を扱ったものだったが、純粋な愛国主義の内容として誤解された。
また、ロナルド・レーガン大統領は選挙運動の際この曲を利用して投票者を獲得した。

## レコーディング
同曲は、当初ポール・シュレイダーが制作を考えていた映画のタイトル曲として、1981年に書かれたものだった。映画の「ボーン・イン・ザ・U.S.A.」は立ち消えて、スプリングスティーンは自身のマルチプラチナ・アルバムの同名アルバムに使用した。このことのために、ライナーノーツで、スプリングスティーンはシュレイダーに謝辞を述べている。雑なデモテイクは、「ザ・リバー」ツアーの後の同年の後半に作られた。
より正式なソロのアコースティックギターによるデモは1982年1月3日、ニュージャージー州コルツネックのスプリングスティーンの自宅で、1982年のアルバム『ネブラスカ』のための長いセッションの一部として作られた。
しかし、スプリングスティーンのマネージャーでプロデューサーのジョン・ランドウらは、その曲は歌詞とメロディが合っていないし、制作中の『ネブラスカ』の他の曲ともうまく合わないと感じた。このため、同曲の発表は見送られた。このテイクは、1990年代後半にリリースされたアウトテイク集の『Tracks』と『18 Tracks』に収められた。
1982年5月、スプリングスティーンはこの曲を異なるメロディラインと構成で書き直した。E・ストリート・バンドとのフルバージョンが録音され、さらにアレンジされた。こうして、「ボーン・イン・ザ・U.S.A.」は完成した。この2年後、アルバム『ボーン・イン・ザ・U.S.A.（BORN IN THE U.S.A.）』に収録された。

## 歌詞のテーマ
同曲はひとつに、ベトナム戦争を体験したスプリングスティーンの仲間たちに捧げたものであり、その仲間の数名は生きて帰ってこなかった。それはまた、戦争から帰還したベトナム帰還兵が直面した困難に抗議している。
曲の物語は、主人公の低い地位の出身、軍への入隊、そして不満のある帰国をたどっている。苦悶の間奏はさらに衝撃を与えて、主人公の（文字通りの、または比喩としての）兄弟（または仲間）の悲運を描写している。
| 「 | I had a brother at Khe Sanh Fighting off them Viet Cong They're still there, he's all gone He had a woman he loved in Saigon I got a picture of him in her arms now | 」 |

歌詞に登場するケサンの戦いは、北ベトナム軍との戦いであり、歌詞で聞かれるようにベトコンではない。最終的にアメリカ軍はケサンの包囲を壊したが、たったの2ヶ月後には前哨基地から撤退した。このことでケサンは、ベトナム戦争における無益の象徴のひとつになった。

## 政治的な反応
1984年8月下旬、アルバム『ボーン・イン・ザ・U.S.A.』はよく売れていて、アルバムの曲は全米のラジオで流れ、関連するツアーも成功していた。ワシントンD.C.郊外のキャピタル・センターでのスプリングスティーンのコンサートにはメディアの注目がさらに集まり、特にCBSイブニングニュースのバーナード・ゴールドバーグ通信員は、スプリングスティーンを現代のホレイショ・アルジャーの立身出世の物語として見た。さらに注目すべきは、保守的な人気コラムニストのジョージ・ウィルがコンサートを見た後の1984年9月13日に、古き良きアメリカの価値の見本としてスプリングスティーンを称賛した「ヤンキー・ドゥードゥル・スプリングスティーン」と題したコラムを発行したことだった。「私はスプリングスティーンの政治については、たとえあったとしても見当もつかないが、しかし彼が厳しい時代についての歌を唄う間、旗は彼のコンサートではためいていた。彼は不平をこぼす男ではなく、閉鎖された工場と他の問題の朗唱は、いつでも『ボーン・イン・ザ・U.S.A.（アメリカで生まれた）！』という壮大で、快活な表現によって句読点を打たれたように見える」と彼は書いた。
1984年の大統領選挙のキャンペーンが当時真っ盛りで、ウィルはロナルド・レーガン大統領の再選を狙う団体と繋がりがあった。ウィルは、スプリングスティーンがレーガンを支持するかもしれないと考え、高いレベルのレーガンのアドバイザー、マイケル・ディーヴァーの事務所にその考えを押し上げた。事務所のスタッフたちは、丁重に拒絶されたスプリングスティーンのマネージメント事務所に問い合わせをした。
それでもなお、1984年9月19日、遊説先のニュージャージー州ハモントンで、レーガンは次のようなお決まりの街頭演説を加えたのだった。
「アメリカの未来は、依然としてあなた方の心の中のたくさんの夢として残っています。それはたくさんの若者が称賛する歌の中に希望のメッセージとしてあります。ニュージャージーの誇るブルース・スプリングスティーンです。そして、あなた方のそれらの夢の実現を助けることは、私のこの仕事に関するすべてなのです」。
選挙報道はすぐさま、レーガンがスプリングスティーンの何を知っているのかという疑念を表現し、彼のお気に入りのスプリングスティーンの曲は何かと質問した。それは「ボーン・トゥ・ラン」であると、スタッフは渋々対応した。ジョニー・カーソンは『トゥナイト・ショー』の番組の中で「もし君がそれを信じてるなら、（レーガンの対立候補の）モンデールとフェラーノの就任舞踏会のチケットを君に譲るよ」と冗談を言った。
9月22日のピッツバーグでのコンサートの間、スプリングスティーンは、失業した自動車工場の労働者が人を殺してしまうという内容の彼の曲「ジョニ−99」を紹介することで否定的な反応を見せた。「大統領は先日俺の名前を挙げてたけど、俺はちょっと彼の好きなアルバムがなんだったのか考えたんだ。『ネブラスカ』ではないと思う。彼はそれを聞いてるとは思わないよ」。
その数日後、大統領の挑戦者のウォルター・モンデールは、「ブルース・スプリングスティーンは走るために生まれた（born to run）かもしれないが昨日生まれたんじゃない」と言って、自身がスプリングスティーンに支持されて来たことを主張した。スプリングスティーンのマネージャーのジョン・ランドウは、これら一切の支持を否定し、モンデール陣営は修正を発表した。

## 一般の反応
「ボーン・イン・ザ・U.S.A.」は1984年後半にビルボードHot100シングルチャートで9位に到達した。アルバム『ボーン・イン・ザ・U.S.A.』からリリースした7曲のトップ10シングルの3番目であった。さらにビルボードRock Tracksチャートのトップ10に入り、AORのラジオ局での安定したプレイを示していた。同曲はイギリスでもヒットし、UKシングルチャートの5位にランクした。
1984年の大統領選挙を超えて、「ボーン・イン・ザ・U.S.A.」はその苦い歌詞ではなく国粋的なコーラス部分を聞いた者によって純粋な愛国主義の歌として広く誤解されたと言われている。
スプリングスティーンは、「ボーン・イン・ザ・U.S.A.」をクライスラーの車のCMに使用したいというクライスラー社CEOのリー・アイアコッカの要求を拒否した。それは数百万ドルの価値に匹敵する申し出であった。同社は代わりに、ケニー・ロジャースとニッキ・ライダーの曲「ザ・プライド・イズ・バック」を使用した。

## ミュージックビデオ
「ボーン・イン・ザ・U.S.A.」のミュージック・ビデオは著名な映像作家ジョン・セイルズが手がけた。スタジオ録音の音楽があまり同期してない、スプリングスティーンとEストリート・バンドのビデオコンサートの場面で構成された。1984年12月中頃にリリースされ、コンサートからの音をミックスする十分な時間がなかったと推定される。
この映像には1980年代中頃の説得力のあるアメリカの労働階級が織り込まれ、歌といくつか関連するイメージを強調した。ベトナム帰還兵、アメラジアンの子供たち、工場の組み立てライン、精油工場、墓地などが登場し、最後は星条旗の前でポーズを取った白髪まじりのスプリングスティーンで終わる。

## リミックス
1985年1月10日、アーサー・ベイカーによる「ボーン・イン・ザ・U.S.A.」の12インチ「Freedom Mix」がリリースされた。それはベイカーが同アルバムの前のシングル「ダンシング・イン・ザ・ダーク」や「カヴァー・ミー」で行った以上に相当過激なリミックスであった。リミックスはあらゆる（恐らく誤解されやすい）国粋的な要素を取り除き、歌の悲しく沈んでいる要素を前面に押し出した。シンセサイザー、鉄琴、そしてドラムスは細かく切り刻まれ、「Oh my God, no」と「U.S.A.—U.S.—U.S.—U.S.A.」と歌うスプリングスティーンのボーカルの断片と隔離させた。
しかしリミックスは、ベイカーの試みの中でも最も低いセールスとなり、前の2作のようには売れずにビルボードのHot Dance Music/Club Playチャートには登場できなかった。

## ライブでの演奏とその後のバージョン
スプリングスティーンの1984年から1985年の「ボーン・イン・ザ・U.S.A.」ツアーでは、同曲はほとんどつねにコンサートのオープニングで劇的に、聴衆を興奮させるやり方で演奏された。このようなバージョンのひとつはアルバム『Live/1975–85』に収められている。
1988年の「トンネル・オブ・ラブ・エクスプレス」ツアーでは、「ボーン・イン・ザ・U.S.A.」は通常、最初のセットのトリで演奏された。1992年から1993年の「アザー・バンド」ツアーでは、2番目のセットの終わりに頻繁に登場した。これらはどちらもフルバンドの演奏によるバージョンで、後者の方は慣れ親しんだシンセサイザーのラインよりもギターのパートが強調された。
1995年から1997年のソロのアコースティックによる「ゴースト・オブ・トム・ジョード」ツアーとそれに関連したプロモーション用のメディアでの登場が始まった時は、スプリングスティーンはもう一度「ボーン・イン・ザ・U.S.A.」を根本から書き直し、オリジナルの『ネブラスカ』のともフルバンドの演奏とも異なる、アコースティックギターによるバージョンを演奏した。これはタイトルのフレーズが2回しか出てこない、とげとげしい怒りの表現であった。これは、トム・ジョードツアーの青白い雰囲気と、曲本来のそして唯一の目的を明らかにしようとするスプリングスティーンの試みの両方に関係していた。このショーで彼がこの曲を紹介する時、彼は曲が誤解されていることにいまだに納得しておらず、作曲者として彼は「これを最後にしたい」と言った。ファンの反応は二分され、新しいアレンジを絶賛する者と、曲の音楽的な皮肉さが失われたと考える者に分かれた。
1999年から2000年の「リユニオン」ツアーでは、「ボーン・イン・ザ・U.S.A.」はいつも演奏されるわけではなく、演奏される時には、今や12弦のスライドギターによる、とげとげしい感じのソロのアコースティックのバージョンであった。この時の演奏はDVDとCDの『Bruce Springsteen & the E Street Band: Live in New York City』に収録されている。2002年の「ザ・ライジング」ツアーと2004年の政治的な「ヴォート・フォー・チェンジ」ツアーまでに、フルバンドによる「ボーン・イン・ザ・U.S.A.」はレギュラーで復活することはなく、それはアメリカ合衆国内でのライブで演奏され、海外の聴衆はまだアコースティックのバージョンしか聞けなかった。
しかし2005年のスプリングスティーンのソロによる、「デヴィル・アンド・ダスト」ツアーの終わりに向けて、最も興味深い「BORN IN THE U.S.A.」がやがて明らかにされた。エフェクターによって音が増幅されボーカルは歪められ、その演奏は不可解ではあるが耳には鋭く残った。

## カバーとパロディ
人気のある歌であったために、「ボーン・イン・ザ・U.S.A.」はブルーグラスのインストのコレクションから（児童が歌う）児童用の音楽のアルバムまで、幅広く登場した。ロンドン交響楽団でさえも「スプリングスティーン・クラシック」で演奏した。
いくつかのユニークなカバーバージョンが存在している。ジャズベーシスト、スタンリー・クラークは1985年の『Find Out!』で録音した。オール・ミュージック・ガイドはこのバージョンを「白人のアリーナ・ロックの黒人によるパロディで、クラークのラップのスタイルでスプリングスティーンの苦い歌詞を打ち取った」と評している。エリック・リグラーはバグパイプによる演奏で、2001年以降のさまざまなスプリングスティーンのトリビュート・アルバムに登場した。スウェーデン系アルゼンチン人のシンガーソングライター、ホセ・ゴンザレスは、曲のタイトルのリフレインを歌わないソロのアコースティックのバージョンで演奏した。2006年の春には、シンガーソングライターのリチャード・シンデルがコンサートでこの曲をカバーし、ブズーキの独奏で演奏した。彼は次回のアルバムにこの曲を入れる計画を発表した
。
「ボーン・イン・ザ・U.S.A.」のパロディは二つが有名である。チーチ&チョンの1985年の政治風刺的な「ボーン・イン・イースト・L.A.」と、2ライブ・クルーの1990年の自虐的な「Banned in the U.S.A.」である。「Bruce Stringbean and the S. Street Band」と名付けられたセサミ・ストリートのキャラクターのグループは、アルバム『Born to Add』の中で「Barn in the U.S.A.」を演奏した。
ロシアでは、人気歌手のオレグ・ガズマノフが「Сделан в СССР」(ソ連で作られた)という作品にこの「ボーン・イン・ザ・USA」のメロディを使用している。.

## 参照
1. 1 2  "Covers of Springsteens songs" from a fansite by Matt Orel.
2. ↑  Find Out! review at the All Music Guide.
3. ↑  Bruce Springsteen Tribute: Made in the U.S.A. review at the All Music Guide.
4. ↑  "New Record", news posting at richardshindell.com
5. ↑  Выбросить из песни слово. Юрий Шевчук не заметил, как обвинил Олега Газманова в плагиате

- Born in the U.S.A. The World Tour (tour booklet, 1985), Tour chronology.
- Dave Marsh.  Glory Days: Bruce Springsteen in the 1980s.  Pantheon Books, 1987.  ISBN 0-394-54668-7.
- Brucebase